# Hydrophober Kollaps

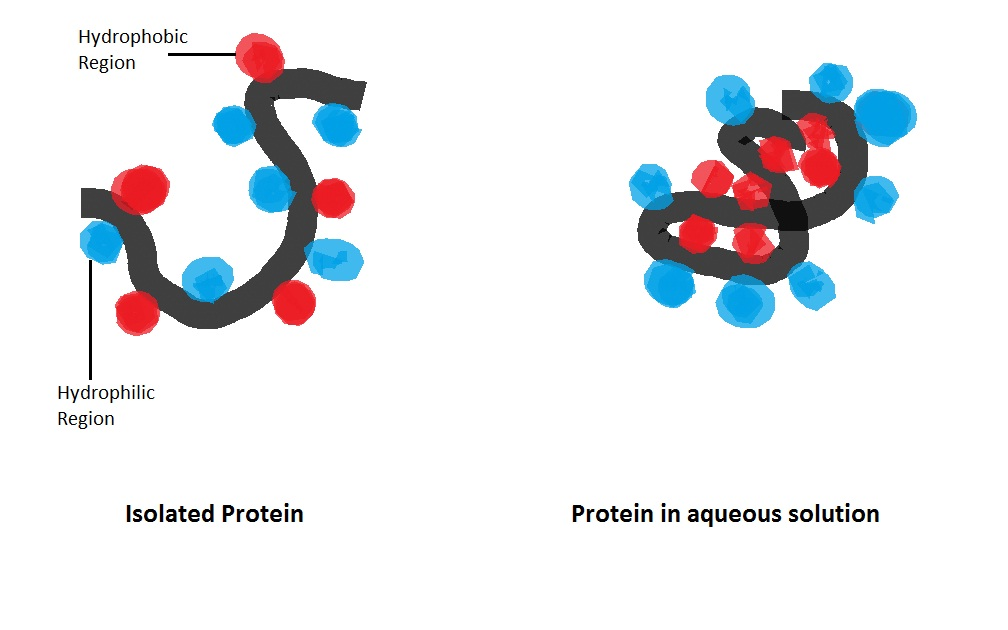
Schematische Darstellung des hydrophoben Kollaps bei der Proteinfaltung mit polaren Bereichen (blau) und unpolaren hydrophoben Bereichen (rot) in wässriger Umgebung.

Der hydrophobe Kollaps ist eine Hypothese zur Faltung von Proteinstrukturen aufgrund des hydrophoben Effekts.

## Eigenschaften
Der hydrophobe Kollaps beschreibt die Ausbildung der nativen Konformation eines Proteins in polaren Lösungsmitteln. Dies betrifft meistens wässrige Lösungsmittel, wie sie innerhalb einer Zelle oder im Extrazellularraum vorkommen. Die korrekte Faltung ist notwendig für Protein-Protein-Interaktionen und bei Enzymen für die Enzymaktivität. Der hydrophobe Kollaps kann durch einen Faltungstrichter dargestellt werden.
Die Kinetik der Proteinfaltung per hydrophobem Kollaps wurde für Myoglobin, Barstar und einer Nuclease aus Staphylococcus gezeigt. Der hydrophobe Kollaps kann in silico durch Molekulardynamik, Monte-Carlo-Simulation und Φ-Analyse simuliert werden.